# Saint-André-de-Valborgne
Saint-André-de-Valborgne (okcitansko Quiçac) je naselje in občina v južnem francoskem departmaju Gard regije Languedoc-Roussillon. Naselje je leta 2008 imelo 456 prebivalcev.

## Geografija
Kraj leži v pokrajini Languedoc znotraj narodnega parka Seveni ob reki Gardon de Saint-Jean, 46 km severno od Le Vigana.

## Uprava
Saint-André-de-Valborgne je sedež istoimenskega kantona, v katerega so poleg njegove vključene še občine L'Estréchure, Peyrolles, Les Plantiers in Saumane s 1.116 prebivalci.
Kanton Saint-André-de-Valborgne je sestavni del okrožja Vigan.